# Richard Stanley (regista)
Richard Stanley (Fish Hoek, 22 novembre 1966) è un regista, sceneggiatore e produttore cinematografico sudafricano.

## Biografia
Studia antropologia presso l'Università di Città del Capo e contemporaneamente lavora presso l'archivio del South African College of Music. Accompagna la madre, l'antropologa Penny Miller, in numerosi viaggi di studio, sviluppando l'interesse per il folclore e la stregoneria che sarà centrale nella sua attività di cineasta.
In seguito, per evitare l'arruolamento nell'esercito durante la guerra civile in Angola, appoggiata dal Sudafrica, emigra a Londra.
Realizza alcuni film in super 8 e 16mm, fra cui diversi documentari e numerosi video musicali per band come Fields of the Nephilim, Public Image Ltd., e Renegade Soundwave. Nel 1990 realizza il primo lungometraggio, Hardware - Metallo letale, un horror fantascientifico a basso budget distribuito negli USA dai fratelli Weinstein, basato sul racconto Shok! di Steve MacManus e Kevin O'Neill (dalla serie a fumetti Giudice Dredd). Segue poi l'horror soprannaturale Demoniaca (1992), la cui avventurosa produzione venne funestata da numerosi contrasti tra regista e produttori, che fecero distribuire in sala una versione del film rimaneggiata e disconosciuta dal regista. Nel 1994 Stanley realizza un mediometraggio che accompagna l'uscita di Brave, settimo album in studio della band di rock progressivo Marillion.
È poi coinvolto nella realizzazione de L'isola perduta (1996), ma dopo pochi giorni di riprese (pare 4) la regia gli viene tolta e affidata a John Frankenheimer per divergenze con la produzione. Sebbene Stanley sia rimasto accreditato come co-sceneggiatore, in realtà il suo script (al quale avevano collaborato figure del calibro di Michael Herr e Walon Green) venne riscritto completamente da Ron Hutchison dietro indicazione di Frankenheimer. La storia della sfortunata partecipazione di Stanley a questa produzione è raccontata nel documentario Lost Soul: The Doomed Journey of Richard Stanley's Island of Dr. Moreau (2014, regia di David Gregory).
Da questo momento Stanley ritorna principalmente al documentario (The White Darkness, 2002 sulle pratiche vudù nell'Haiti contemporanea e L'autre monde, 2013, viaggio alla scoperta di miti e leggende del sudovest della Francia). Nel 2011 partecipa all' antologia horror The Theatre Bizarre,  realizzando l'episodio di apertura intitolato The Mother of Toads, che tra l'altro segna il suo ritorno dietro la macchina da presa a 19 anni da Demoniaca. Continua la sua attività di sceneggiatore partecipando, in questa veste, ad opere come The Abandoned (2006), esordio alla regia di Nacho Cerdà, al neo-giallo Imago mortis, diretto da Stefano Bessoni (2009, anche se quest'ultimo affermò che nell'ultima stesura dello script non rimaneva traccia del suo apporto) e a Replace (2017), body horror diretto dal tedesco Norbert Keil.
Nel settembre 2015 viene annunciato che la SpectreVision (la casa di produzione fondata nel 2010 dall'attore Elijah Wood) produrrà l'adattamento cinematografico de Il colore venuto dallo spazio, uno dei racconti più noti di Howard Phillips Lovecraft, e che Stanley ne curerà anche la regia basandosi su una sua sceneggiatura di qualche anno prima. Il film viene presentato in prima mondiale il 7 settembre 2019 al Toronto International Film Festival, nella sezione Midnight Madness. Gli interpreti sono Nicolas Cage, Joely Richardson, Q'rianka Kilcher e Tommy Chong.

## Filmografia

### Regista

#### Cortometraggi e mediometraggi
- Rites of Passage (1983)
- Incidents in an Expanding Universe (1985)
- Brave (1994)
- The Sea of Perdition (2006)
- The Sun's Gone Dim (2006)

#### Documentari
- Voice of the Moon (1990)
- The Secret Glory (2001)
- The White Darkness (2002)
- L'autre monde (2013)

#### Lungometraggi
- Hardware - Metallo letale (Hardware) (1990)
- Demoniaca (Dust Devil) (1992)
- Children of the Kingdom, episodio del film Europe - 99euro-films 2 (2002)
- The Mother Of Toads, episodio del film The Theatre Bizarre (2011)
- Il colore venuto dallo spazio (Color Out of Space) (2019)

#### Video musicali
- 1987 - Fields of the Nephilim - video musicale per i singoli Preacher Man e Blue Water (contenuti in Morphic Fields)
- 1995 - Marillion - Brave... The Movie

### Sceneggiatore

#### Cortometraggi e mediometraggi
- Vallonden som byggde gud, regia di Henrik Möller (2015)

#### Lungometraggi
- Hardware - Metallo letale (Hardware), regia di Richard Stanley (1990)
- Demoniaca (Dust Devil), regia di Richard Stanley (1992)
- L'isola perduta (The Island of Dr. Moreau), regia di John Frankenheimer (1996)
- Bokshu, The Myth, regia di Shyamaprasad (2003)
- The Abandoned, regia di Nacho Cerdà (2006)
- Imago mortis, regia di Stefano Bessoni (2009)
- Replace, regia di Norbert Keil (2017)
- Il colore venuto dallo spazio (Color Out of Space), regia di Richard Stanley (2019)